# Giro d’Italia 2024/18. Etappe
Die 18. Etappe des Giro d’Italia 2024 fand am 23. Mai 2024 statt. Sie führte die 107. Austragung des italienischen Etappenrennens aus den Alpen heraus in die Po-Ebene. Der Start erfolgte in Fiera di Primiero, ehe das Ziel in Padua nach 178 Kilometern erreicht wurde. Nach der Etappe hatten die Fahrer insgesamt 2851,2 Kilometer zurückgelegt, was 85,95 % der Gesamtdistanz entspricht. Die Organisatoren der Rundfahrt bewerteten die Schwierigkeit der Etappe mit zwei von fünf Sternen.
Den Etappensieg sicherte sich Tim Merlier (Soudal Quick-Step) im Massensprint vor Jonathan Milan (Lidl-Trek) und Kaden Groves (Alpecin-Deceuninck). Tadej Pogačar (UAE Team Emirates) verteidigte die Maglia Rosa.

## Streckenverlauf
Der neutralisierte Start erfolgte in Fiera di Primiero auf der Via Giuseppe Garibaldi unweit des Piazza Cesare Battisti. Über die Via Terrabugio gelangten die Fahrer auf die SP50, über die sie den Startort in Richtung Süden verließen. Das Rennen wurde nach 1,9 Kilometern auf der SP50 kurz vor Mezzano freigegeben.
Nach dem offiziellen Start führte die Strecke auf der SP50 in Richtung Süden und folgte dabei dem Verlauf des Cismon. Nach 17,6 Kilometern wurde in Lamon (608 m) eine Bergwertung der 4. Kategorie abgenommen, ehe die Fahrer ihre meist abschüssige Fahrt Richtung Süden fortsetzten. Nach Feltre führte die Strecke entlang der Piave nach Valdobbiadene, wo bei Kilometer 67,9 der erste Zwischensprint erfolgte. Über Falzè di Piave ging es im Anschluss nach Villorba und Martellago, wo bei den Kilometermarken 106,8 bzw. 131,5 jeweils ein Zwischensprint ausgefahren wurde. Auf den letzten rund 40 Kilometern wurden Mirano, Dolo, Stra, Vigonovo und Legnaro durchfahren, ehe Padua über Voltabarozzo aus südöstlicher Richtung erreicht wurde. Nachdem der Bacchiglione mittels der Ponte di Voltabarozzo überquert worden war, erreichten die Fahrer auf der SS516 den letzten Kilometer. Kurz darauf bogen sie links auf die Via Alessandro Stoppato ab, ehe sie nach einer Rechtskurve auf die Via Cavazzana gelangten. Nach 500 Metern befand sich das Ziel nun beim Prato della Valle, nahe der Basilika Santa Giustina.
|                            | Ort                                        | Kilometer | Länge (km) | Höhe (m) | Ø Steigung | max. Steigung |
| -------------------------- | ------------------------------------------ | --------- | ---------- | -------- | ---------- | ------------- |
| neutralisierter Start      | Fiera di Primiero (Via Giuseppe Garibaldi) | −1,9      |            |          |            |               |
| offizieller Start          | SP50                                       | 0         |            |          |            |               |
| Bergwertung (4. Kategorie) | Lamon                                      | 17,6      | 3,4        | 608      | 5,6 %      |               |
| Zwischensprint (S)         | Valdobbiadene                              | 67,9      |            |          |            |               |
| Zwischensprint (I)         | Villorba                                   | 106,8     |            |          |            |               |
| Zwischensprint (S)         | Martellago                                 | 131,5     |            |          |            |               |
| Ziel                       | Padua                                      | 178       |            |          |            |               |

## Rennverlauf
Mit Christian Scaroni (Astana Qazaqstan) ging ein Fahrer nicht an den Start der 18. Etappe. Nach dem Start dauerte es rund 15 Kilometer, ehe sich eine vierköpfige Ausreißergruppe im Anstieg von Lamon absetzte. In dieser waren Mirco Maestri, Andrea Pietrobon (beide Polti Kometa), Mikkel Frølich Honoré (EF Education-EasyPost) und Filippo Fiorelli (VF Group-Bardiani CSF-Faizanè) vertreten. Mirco Maestri sicherte sich die meisten Punkte bei der ersten Bergwertung. Im Hauptfeld übernahmen die Mannschaften Lidl-Trek und Soudal Quick-Step die Nachführarbeit, sodass der Vorsprung nie über drei Minuten anwuchs.
Beim ersten Zwischensprint sicherte sich Andrea Pietrobon die meisten Punkte. Beim zweiten Zwischensprint, dem Intergiro Sprint, führte Filippo Fiorelli über die Abnahme, wobei Jonathan Milan (Lidl-Trek) beide Male als Fünfter die meisten Punkte aus dem Hauptfeld holte. Rund 60 Kilometer vor dem Ziel setzte sich Edoardo Affini (Visma-Lease a Bike) vom Peloton ab und schloss die rund 30 Sekunden zu den Ausreißern als Solist. Im Anschluss blieb der Vorsprung der Spitzengruppe stets unterhalb der Ein-Minuten-Marke, wobei Filippo Fiorelli den dritten Zwischensprint gewann. 10 Kilometer vor dem Ziel wurden die Ausreißer schließlich vom Hauptfeld gestellt, sodass es zu einem Massensprint in Padua kam. In diesem setzte sich der Belgier Tim Merlier (Soudal Quick-Step) vor Jonathan Milan und Kaden Groves (Alpecin-Deceuninck) durch. Rund sieben Kilometer vor dem Ziel fiel Thymen Arensman (Ineos Grenadiers) aufgrund eines technischen Defekts zurück, konnte jedoch bald wieder zum Peloton aufschließen.
In der Gesamtwertung kam es zu keinen nennenswerten Veränderungen. Tadej Pogačar (UAE Team Emirates) lag weiterhin sieben Minuten und 42 Sekunden vor Daniel Felipe Martínez (Bora-hansgrohe), der einen Vorsprung von 22 Sekunden auf Geraint Thomas (Ineos Grenadiers) aufwies. Antonio Tiberi (Bahrain Victorious) führte weiterhin als Gesamtfünfter die Nachwuchswertung an. Tadej Pogačar verteidigte seine Führung in der Bergwertung und auch Jonathan Milan wies nach wie vor einen großen Vorsprung in der Punktewertung auf. In der Mannschaftswertung lag das Decathlon AG2R La Mondiale Team an der Spitze. Alle 144 Starter erreichten das Ziel.

## Ergebnis
| \| Etappenergebnis \| Etappenergebnis \| Etappenergebnis \| Etappenergebnis \| Etappenergebnis \| \| Fahrer \| Fahrer \| Land \| Team \| Zeit \| \| --------------- \| --------------------- \| --------------- \| ---------------------- \| --------------- \| \| 1. \| Tim Merlier \| Belgien \| Soudal Quick-Step \| 3 h 45 min 44 s \| \| 2. \| Jonathan Milan \| Italien \| Lidl-Trek \| + 0 s \| \| 3. \| Kaden Groves \| Australien \| Alpecin-Deceuninck \| + 0 s \| \| 4. \| Alberto Dainese \| Italien \| Tudor Pro Cycling Team \| + 0 s \| \| 5. \| Stanisław Aniołkowski \| Polen \| Cofidis \| + 0 s \| \| 6. \| Fernando Gaviria \| Kolumbien \| Movistar Team \| + 0 s \| \| 7. \| Madis Mihkels \| Estland \| Intermarché-Wanty \| + 0 s \| \| 8. \| Caleb Ewan \| Australien \| Team Jayco AlUla \| + 0 s \| \| 9. \| Davide Ballerini \| Italien \| Astana Qazaqstan Team \| + 0 s \| \| 10. \| Sebastián Molano \| Kolumbien \| UAE Team Emirates \| + 0 s \| |                       |            |                        |                 |
| |                       |            |                        |                 |
| Quellen: ProCyclingStats Cycling Quotient |                       |            |                        |                 |
| Etappenergebnis |                       |            |                        |                 |
| Fahrer | Fahrer                | Land       | Team                   | Zeit            |
| 1. | Tim Merlier           | Belgien    | Soudal Quick-Step      | 3 h 45 min 44 s |
| 2. | Jonathan Milan        | Italien    | Lidl-Trek              | + 0 s           |
| 3. | Kaden Groves          | Australien | Alpecin-Deceuninck     | + 0 s           |
| 4. | Alberto Dainese       | Italien    | Tudor Pro Cycling Team | + 0 s           |
| 5. | Stanisław Aniołkowski | Polen      | Cofidis                | + 0 s           |
| 6. | Fernando Gaviria      | Kolumbien  | Movistar Team          | + 0 s           |
| 7. | Madis Mihkels         | Estland    | Intermarché-Wanty      | + 0 s           |
| 8. | Caleb Ewan            | Australien | Team Jayco AlUla       | + 0 s           |
| 9. | Davide Ballerini      | Italien    | Astana Qazaqstan Team  | + 0 s           |
| 10. | Sebastián Molano      | Kolumbien  | UAE Team Emirates      | + 0 s           |

## Gesamtstände
| \| Gesamtwertung \| Gesamtwertung \| Gesamtwertung \| Gesamtwertung \| Gesamtwertung \| \| Fahrer \| Fahrer \| Land \| Team \| Zeit \| \| ------------- \| ---------------------- \| ---------------------- \| -------------------------- \| ---------------- \| \| 1. \| Tadej Pogačar \| Slowenien \| UAE Team Emirates \| 67 h 17 min 02 s \| \| 2. \| Daniel Felipe Martínez \| Kolumbien \| Bora-Hansgrohe \| + 7 min 42 s \| \| 3. \| Geraint Thomas \| Vereinigtes Königreich \| Ineos Grenadiers \| + 8 min 04 s \| \| 4. \| Ben O’Connor \| Australien \| Decathlon-AG2R La Mondiale \| + 9 min 47 s \| \| 5. \| Antonio Tiberi \| Italien \| Bahrain Victorious \| + 10 min 29 s \| \| 6. \| Thymen Arensman \| Niederlande \| Ineos Grenadiers \| + 11 min 10 s \| \| 7. \| Romain Bardet \| Frankreich \| Team dsm-firmenich PostNL \| + 12 min 42 s \| \| 8. \| Einer Rubio \| Kolumbien \| Movistar Team \| + 13 min 33 s \| \| 9. \| Filippo Zana \| Italien \| Team Jayco AlUla \| + 13 min 52 s \| \| 10. \| Jan Hirt \| Tschechien \| Soudal Quick-Step \| + 14 min 44 s \| |                        |                        |                            |                  |
| |                        |                        |                            |                  |
| Quellen: ProCyclingStats Cycling Quotient |                        |                        |                            |                  |
| Gesamtwertung |                        |                        |                            |                  |
| Fahrer | Fahrer                 | Land                   | Team                       | Zeit             |
| 1. | Tadej Pogačar          | Slowenien              | UAE Team Emirates          | 67 h 17 min 02 s |
| 2. | Daniel Felipe Martínez | Kolumbien              | Bora-Hansgrohe             | + 7 min 42 s     |
| 3. | Geraint Thomas         | Vereinigtes Königreich | Ineos Grenadiers           | + 8 min 04 s     |
| 4. | Ben O’Connor           | Australien             | Decathlon-AG2R La Mondiale | + 9 min 47 s     |
| 5. | Antonio Tiberi         | Italien                | Bahrain Victorious         | + 10 min 29 s    |
| 6. | Thymen Arensman        | Niederlande            | Ineos Grenadiers           | + 11 min 10 s    |
| 7. | Romain Bardet          | Frankreich             | Team dsm-firmenich PostNL  | + 12 min 42 s    |
| 8. | Einer Rubio            | Kolumbien              | Movistar Team              | + 13 min 33 s    |
| 9. | Filippo Zana           | Italien                | Team Jayco AlUla           | + 13 min 52 s    |
| 10. | Jan Hirt               | Tschechien             | Soudal Quick-Step          | + 14 min 44 s    |

| Punktewertung | Punktewertung      | Punktewertung | Punktewertung                 | Punktewertung |
| Fahrer        | Fahrer             | Land          | Team                          | Punkte        |
| ------------- | ------------------ | ------------- | ----------------------------- | ------------- |
| 1.            | Jonathan Milan     | Italien       | Lidl-Trek                     | 327 P.        |
| 2.            | Kaden Groves       | Australien    | Alpecin-Deceuninck            | 200 P.        |
| 3.            | Tim Merlier        | Belgien       | Soudal Quick-Step             | 143 P.        |
| 4.            | Filippo Fiorelli   | Italien       | VF Group-Bardiani CSF-Faizanè | 116 P.        |
| 5.            | Julian Alaphilippe | Frankreich    | Soudal Quick-Step             | 113 P.        |
| 6.            | Tadej Pogačar      | Slowenien     | UAE Team Emirates             | 111 P.        |
| 7.            | Andrea Pietrobon   | Italien       | Team Polti Kometa             | 111 P.        |
| 8.            | Mirco Maestri      | Italien       | Team Polti Kometa             | 72 P.         |
| 9.            | Davide Ballerini   | Italien       | Astana Qazaqstan Team         | 70 P.         |
| 10.           | Jhonatan Narváez   | Ecuador       | Ineos Grenadiers              | 66 P.         |

| Bergwertung | Bergwertung             | Bergwertung | Bergwertung                   | Bergwertung |
| Fahrer      | Fahrer                  | Land        | Team                          | Punkte      |
| ----------- | ----------------------- | ----------- | ----------------------------- | ----------- |
| 1.          | Tadej Pogačar           | Slowenien   | UAE Team Emirates             | 230 P.      |
| 2.          | Giulio Pellizzari       | Italien     | VF Group-Bardiani CSF-Faizanè | 148 P.      |
| 3.          | Georg Steinhauser       | Deutschland | EF Education-EasyPost         | 130 P.      |
| 4.          | Nairo Quintana          | Kolumbien   | Movistar Team                 | 114 P.      |
| 5.          | Simon Geschke           | Deutschland | Cofidis                       | 78 P.       |
| 6.          | Julian Alaphilippe      | Frankreich  | Soudal Quick-Step             | 77 P.       |
| 7.          | Daniel Felipe Martínez  | Kolumbien   | Bora-Hansgrohe                | 72 P.       |
| 8.          | Valentin Paret-Peintre  | Frankreich  | Decathlon-AG2R La Mondiale    | 55 P.       |
| 9.          | Romain Bardet           | Frankreich  | Team dsm-firmenich PostNL     | 47 P.       |
| 10.         | Amanuel Ghebreigzabhier | Eritrea     | Lidl-Trek                     | 42 P.       |

| Nachwuchswertung | Nachwuchswertung       | Nachwuchswertung   | Nachwuchswertung           | Nachwuchswertung  |
| Fahrer           | Fahrer                 | Land               | Team                       | Zeit              |
| ---------------- | ---------------------- | ------------------ | -------------------------- | ----------------- |
| 1.               | Antonio Tiberi         | Italien            | Bahrain Victorious         | 67 h 27 min 31 s  |
| 2.               | Thymen Arensman        | Niederlande        | Ineos Grenadiers           | + 41 s            |
| 3.               | Filippo Zana           | Italien            | Team Jayco AlUla           | + 3 min 23 s      |
| 4.               | Davide Piganzoli       | Italien            | Team Polti Kometa          | + 12 min 09 s     |
| 5.               | Valentin Paret-Peintre | Frankreich         | Decathlon-AG2R La Mondiale | + 30 min 43 s     |
| 6.               | Alex Baudin            | Frankreich         | Decathlon-AG2R La Mondiale | + 40 min 14 s     |
| 7.               | Giovanni Aleotti       | Italien            | Bora-Hansgrohe             | + 47 min 24 s     |
| 8.               | Kevin Vermaerke        | Vereinigte Staaten | Team dsm-firmenich PostNL  | + 55 min 31 s     |
| 9.               | Edoardo Zambanini      | Italien            | Bahrain Victorious         | + 1 h 02 min 20 s |
| 10.              | Mauri Vansevenant      | Belgien            | Soudal Quick-Step          | + 1 h 05 min 16 s |

| Mannschaftswertung | Mannschaftswertung            | Mannschaftswertung           | Mannschaftswertung |
| Team               | Team                          | Land                         | Zeit               |
| ------------------ | ----------------------------- | ---------------------------- | ------------------ |
| 1.                 | Decathlon-AG2R La Mondiale    | Frankreich                   | 202 h 40 min 13 s  |
| 2.                 | Ineos Grenadiers              | Vereinigtes Königreich       | + 16 min 46 s      |
| 3.                 | UAE Team Emirates             | Vereinigte Arabische Emirate | + 34 min 11 s      |
| 4.                 | Bahrain Victorious            | Bahrain                      | + 1 h 00 min 28 s  |
| 5.                 | Team dsm-firmenich PostNL     | Niederlande                  | + 1 h 16 min 22 s  |
| 6.                 | Astana Qazaqstan Team         | Kasachstan                   | + 1 h 17 min 07 s  |
| 7.                 | Movistar Team                 | Spanien                      | + 1 h 33 min 36 s  |
| 8.                 | Bora-Hansgrohe                | Deutschland                  | + 1 h 42 min 41 s  |
| 9.                 | VF Group-Bardiani CSF-Faizané | Italien                      | + 1 h 55 min 52 s  |
| 10.                | Soudal Quick-Step             | Belgien                      | + 2 h 02 min 07 s  |

## Ausgeschiedene Fahrer
- Christian Scaroni (Astana Qazaqstan Team): ging aufgrund einer fiebrigen Erkrankung nicht an den Start[4]